# Autoroute A13 (Suisse)
Pour les articles homonymes, voir Autoroute A13.
L'autoroute A13 est une autoroute de Suisse reliant St. Margrethen à Bellinzone et d'une longueur de 190 km. Elle fait partie du réseau des routes nationales sous le nom de N13 et son tracé suit celui de la route principale 13. L'A13 constitue un tronçon de la route européenne 43. Une partie de son tracé constitue une semi-autoroute.
À Roveredo, un nouveau contournement construit principalement en tunnel a été inauguré le 7 novembre 2016 dans le but de supprimer la semi-autoroute qui traversait le village et ainsi de réhabiliter son centre. C'est la première fois en Suisse qu'un tronçon de route nationale a été démonté.

## Itinéraire
Cette autoroute relie le nord-est du pays (Sankt Margrethen dans le canton de Saint-Gall) au sud (Bellinzone dans le canton du Tessin), en passant par le canton des Grisons, notamment par Coire, Thusis et le Misox, vallée grisonne italophone, au sud du canton.
|               | N° | km    | Nom                       | Directions                                                                                  | Remarques                                    |
| ------------- | -- | ----- | ------------------------- | ------------------------------------------------------------------------------------------- | -------------------------------------------- |
| Sortie        |    |       | St. Margrethen            | St. Margrethen, (Genève-Lausanne-Berne-Zurich-St. Margrethen), Sankt Anton (A), Bregenz (A) | (début tronçon)                              |
| Sortie        | 2  |       | Au                        | Au, Berneck, Lustenau (A), Munich (D), 435 vers                                             | frontière autrichienne                       |
| Sortie        | 3  |       | Widnau                    | Widnau, Diepoldsau, Heerbrugg, 445 vers /                                                   | frontière autrichienne                       |
| Aire de repos |    |       | Kriessern                 |                                                                                             |                                              |
| Sortie        | 4  |       | Kriessern                 | Kriessern, Altstätten, Götzis (A), 438                                                      | frontière autrichienne L 58                  |
| Aire de repos |    |       | Montlingen                |                                                                                             |                                              |
| Sortie        | 5  |       | Oberriet                  | Oberriet, Rüthi, Feldkirch (A), 434                                                         | frontière autrichienne L52                   |
| Sortie        | 6  |       | Sennwald                  | Sennwald, Ruggell (FL), 434.1 vers                                                          | frontière liechtensteinoise H434.1           |
| Sortie        | 7  |       | Haag                      | Haag, Wildhaus, Bendern (FL), Gams, Grabs, 433 vers                                         | frontière liechtensteinoise H433             |
| Sortie        | 8  |       | Buchs                     | Buchs, Schaan (FL),                                                                         | frontière liechtensteinoise traverse le pays |
| Restoroute    |    |       | Restoroute Rheinthal      |                                                                                             |                                              |
| Sortie        | 9  |       | Sevelen                   | Sevelen, Vaduz (FL), 433.1 vers                                                             | frontière liechtensteinoise H433.1           |
| Sortie        | 10 |       | Trübbach                  | Trübbach, Balzers (FL),                                                                     | frontière liechtensteinoise H433.2           |
| Échangeur     | 11 |       | Sarganserland             | (Bâle-Zurich-Sargans), Mels                                                                 |                                              |
| Sortie        | 12 |       | Bad Ragaz                 | Bad Ragaz, Pfäfers, Vilters,                                                                |                                              |
| Restoroute    |    |       | Restoroute Heidiland      |                                                                                             |                                              |
| Sortie        | 13 | 130   | Maienfeld                 | Maienfeld, H439 vers                                                                        |                                              |
| Sortie        | 14 | 126   | Landquart                 | Landquart, Davos, Vereina, ()                                                               |                                              |
| Aire de repos |    |       | Apfelwuhr                 |                                                                                             |                                              |
| Sortie        | 15 | 119.8 | Zizers                    | Zizers, Untervaz, Trimmis,                                                                  |                                              |
| Sortie        | 16 | 114.2 | Chur-Nord                 | Chur-Nord, Zentrum, Arosa,                                                                  |                                              |
| Sortie        | 17 |       | 110Chur-Süd               | 110Chur-Süd, Domat/Ems, Lenzerheide,                                                        |                                              |
| Sortie        | 18 | 103   | Reichenau                 | Reichenau, Disentis/Münster, Ilanz/Glion, Flims,                                            |                                              |
| Sortie        | 19 | 101.6 | Bonaduz, Rhäzüns          | Bonaduz, Rhäzüns,                                                                           | (demi-jonction)                              |
| Sortie        | 20 | 95.1  | Rothenbrunnen             | Rothenbrunnen, Cazis,                                                                       |                                              |
| Sortie        | 21 | 89.2  | Thusis-Nord               | Thusis-Nord, Fürstenau, Cazis, Polizei,                                                     |                                              |
| Restoroute    |    |       | Viamala                   |                                                                                             |                                              |
| Sortie        | 22 | 87.2  | Thusis-Süd                | Thusis-Süd, St. Moritz, Tiefencastel, 147                                                   |                                              |
| Sortie        | 23 | 84.1  | Viamala                   | Viamala,                                                                                    | demi-jonction                                |
| Sortie        | 24 | 80.1  | Zillis                    | Zillis, Andeer,                                                                             | demi-jonction                                |
| Sortie        | 25 | 74.8  | Andeer                    | Andeer, Zweisimmen                                                                          | demi-jonction                                |
| Sortie        | 26 | 72.5  | Rofla                     | Rofla, Avers - Juf, Ferrera,                                                                |                                              |
| Aire de repos |    |       | Rofla                     |                                                                                             |                                              |
| Sortie        | 27 | 66.5  | Sufers                    | Sufers, Zweisimmen                                                                          |                                              |
| Sortie        | 28 | 62    | Splügen                   | Splügen, Splügenpass,                                                                       |                                              |
| Sortie        | 29 | 60    | Medels                    | Medels,                                                                                     |                                              |
| Sortie        | 30 | 55.7  | Nufenen                   | Nufenen,                                                                                    |                                              |
| Sortie        | 31 | 52.4  | Hinterrhein               | Hinterrhein,                                                                                |                                              |
| Sortie        | 32 | 51.4  | San Bernardino Pass       | San Bernardino Pass, Pz Spl (place de tir de blindé)                                        |                                              |
| Aire de repos |    |       | San Bernardino Nordportal |                                                                                             |                                              |
| Sortie        | 33 | 43.9  | San Bernardino            | San Bernardino, Polzei,                                                                     |                                              |
| Aire de repos |    |       | San Bernardino Südportal  |                                                                                             |                                              |
| Aire de repos |    |       | Isola                     |                                                                                             |                                              |
| Aire de repos |    |       | Ghiffa                    |                                                                                             |                                              |
| Sortie        | 34 | 34.7  | Pan San Giacomo           | Pan San Giacomo, 558                                                                        |                                              |
| Sortie        | 35 | 29.7  | Mesocco-Nord              | Mesocco-Nord, 558                                                                           |                                              |
| Sortie        | 36 | 26.9  | Mesocco-Sud               | Mesocco-Sud, Cabbiolo, Soazza                                                               | entre Mesocco-Sud et Lostallo                |
| Aire de repos |    |       | Mesocco Sud               |                                                                                             |                                              |
| Sortie        | 37 | 18.8  | Lostallo                  | Lostallo, Cama,                                                                             | entre Mesocco-Sud et Lostallo                |
| Sortie        | 38 | 8.7   | Roveredo                  | Roveredo, Grono, Calanca,                                                                   |                                              |
| Restoroute    |    |       | Campagnola                |                                                                                             |                                              |
| Sortie        | 39 |       | San Vittore               | San Vittore,                                                                                |                                              |
| Sortie        | 40 |       | Bellinzone Nord           | Bellinzone Nord, San Gottardo, Airolo,                                                      |                                              |
| Échangeur     | 40 |       | Bellinzone                | (Bâle-Lucerne-Gothard-Bellinzone-Lugano-Chiasso), Lugano, Locarno, Bellinzone Sud           |                                              |

### Ancien tronçon
Le tronçon de 3,8 km qui traversait Roveredo jusqu'en 2016 a été démoli complètement en 2019.
|            | N° | km | Nom        | Directions | Remarques |
| ---------- | -- | -- | ---------- | ---------- | --------- |
| Sortie     | 38 |    | Roveredo   | Roveredo,  |           |
| Restoroute |    |    | Campagnola |            |           |

## Ouvrages d'art
- Tunnel de Montlingen - 300 m
- Pont sur le Rhin - 235 m
- Pont sur le Plessur
- Hinterrheinbrücke 11 - 300 m
- Plazzastunnel - 254 m
- Hinterrheinbrücke Bonaduz - 350 m
- Isla Bela Tunnel - 2 449 m
- Hinterrheinbrücke 10 - 215 m
- Hinterrheinbrücke 9 - 450 m
- Hinterrheinbrücke 8 - 366 m
- Crapteigtunnel - 2 172 m
- Tunnel Rongellen 3 - 135 m
- Galerie Trägli - 266 m
- Viamalatunnel - 742 m
- Hinterrheinbrücke 7 - 100 m
- Bargiastunnel - 416 m
- Wegerhaustunnel - 228 m
- Cruschbrücke - 110 m
- Fundognbachbrücke - 110 m
- Bärenburgtunnel - 1 028 m
- Galerie Rofla - 300 m
- Roflabrücke - 200 m
- Roflatunnel - 1 017 m
- Hinterrheinbrücke 6 - 200 m
- Traversatunnel - 375 m
- Sufersbrücke - 160 m
- Hinterrheinbrücke 5 - 100 m
- Hinterrheinbrücke 4 - 150 m
- Hinterrheinbrücke 3 - 110 m
- Hinterrheinbrücke 2 - 145 m
- Cassanawaldtunnel - 1 230 m
- Hinterrheinbrücke 1 - 215 m
- Fracbrücke - 100 m
- San Bernardino Tunnel / Traforo del San Bernardino - 6 596 m
- Viadotto Val di Can - 100 m
- Viadotto Zoccola - 145 m
- Viadotto Colet - 125 m
- Galleria Gei - 418 m
- Galleria Cozz (Cianca Presella) - 2 200 m
- Viadotto Cascella - 205 m
- Viadotto Arco - 215 m
- Viadotto - 700 m
- Viadotto - 100 m
- Viadotto - 200 m
- Galleria Cresta - 99 m
- Galleria Benabbia - 181 m
- Galleria Gorda - 129 m
- Viadotto Valascia - 100 m
- Viadotto Pregorda - 750 m
- Viadotto Dres - 200 m
- Viadotto Giusné - 300 m
- Viadotto Pascoletto - 300 m
- Galleria San Fedele - 2 381 m (contournement de Roveredo)
- Viadotto Ticino - 450 m